# Béatrice de Hongrie
Béatrice de Hongrie, née en 1290 et morte en 1343/1354, est dauphine de Viennois par son mariage avec Jean II de Viennois.

## Biographie
Béatrice est la fille aînée et la deuxième des trois enfants de Charles Martel de Hongrie et de Clémence de Habsbourget membre de la Maison capétienne d'Anjou-Sicile. Elle est ainsi la petite-fille maternelle de Rodolphe Ier de Habsbourg et la sœur de Charles Robert de Hongrie et de Clémence de Hongrie, reine de France.
Alors que Béatrice de Hongrie n'a que six ans, elle épouse à Naples le 25 mai 1296, Jean II de Viennois, son aîné de dix ans. Le couple a trois enfants :
- Guigues VIII de Viennois (1309 - † 1333), dauphin de Viennois, marié à Isabelle de France
- Humbert II de Viennois (1312 - † 1355), dauphin de Viennois[3], marié à Marie des Baux

- Catherine († après le 16 février 1319)[2].

Elle fonde l'Abbaye Notre-Dame-des-Anges de Saint-Just-de-Claix sur une propriété castrale achetée par son fils Humbert II.
À la mort de son mari en 1319, Béatrice de Hongrie se fait moniale à l'abbaye du Val-de-Bressieux et en devient abbesse. Le 15 février 1340, trois années avant sa mort, elle se démet de ses fonctions d'abbesse. Elle y reste jusqu'en 1340, date à laquelle elle est transférée à l'Abbaye Notre-Dame-des-Anges de Saint-Just-de-Claix.
Béatrice de Hongrie y meurt en 1343 (ou 1354) et y est enterrée jusqu'en 1910 quand son corps est transféré dans la collégiale Saint Barnard à Romans-sur-Isère, où l'on peut voir sa pierre tombale moderne.